# Крчедин
Крчедин је насеље у општини Инђија, у Сремском округу, у Србији. Према попису из 2022. било је 2213 становника.

## Положај
Крчедин се налази испод јужних обронака источног дела Фрушке горе. Село територијално припада општини Инђија.
Надморска висина је 115 метара у центру села. Оно је изграђено на депресији која се у стручној географији назива Крчединска.
Површина крчединског атара је 57,43 km², што износи близу 15% територије инђијске општине.
Највећи део атара лежи на фрушкогорској лесној заравни. Лесна зараван је прекривена черноземом или црницом, најквалитетнијом врстом земљишта, на коме успева велики број пољопривредних култура.

## Физичко-географске карактеристике

### Клима
Клима овог простора је умерено-континентална, с јасно изражена четири годишња доба и с континенталним карактером, а на то у највећој мери утиче:
- Географска ширина, територију Срема пресеца 45-ти упоредник, што значи да се општина Инђија, а самим тим и Крчедин, налази у средишњем делу умереног климатског појаса
- Географска дужина, у смислу удаљености од благог маритимног утицаја Атлантика (око 2000 km) и околних мора
- Генерална изолованост панонског басена планинским венцима (на југу-Динариди; на северу и истоку Карпати; а на западу Алпи).

Другостепени, али ипак знатан, утицај на климу имају локалне прилике:
- Висинска разлика између Фрушке горе и терена где се налази Крчедин
- Педолошки покривач тј. черноземи и црнице које се лети јако загревају, повећавајући температуре ваздуха (а зими се брзо расхладе снижавајући температуре)
- Површине под културном вегетацијом — ниска вегетација не спречава ни инсолацију ни радијацију, нема шумских терена који би умањивали температурне амплитуде и брзину ветрова.

#### Температура
Због великог колебања средњих месечних температура дешава се да хладнији од јануара буде фебруар или децембар а топлији од јула август или јун. За климатске прилике значајно је то што се зимске температуре неких година нагло мењају, јануарске су просечно у минусу, а средња фебруарска иде и до +8 C°. Овакве промене условљавају брзо топљење снега, а на то обично долазе и обилне падавине у облику кише.
За планирање неких видова туризма (рекреација, излети, купалишта...) позитивно утиче то да постоји велики број летњих дана, као и дани у којима се минимална дневна температура не спусти испод 20 C° тзв. дани са тропским ноћима.

#### Ветар
У пределу Крчедина најучесталији ветрови су северозападног правца и овај ветар заједно са западним доноси кишу. Ови ветрови дувају равномерно и брзина им није велика. Други по учесталости су ветрови из источног квадранта, назив им је кошава и то су по правилу суви, хладни и јаки ветрови који дувају у налетима (ударима).

#### Падавине
Карактеристично за поднебља Срема је да се у току једне године излучи дупло више падавина у односу на претходну или неку каснију годину. Та разлика у појединим годинама износи и до 500 mm. У изразито сушним годинама излучује се за око 30% мање падавина него просечно, а неки месеци могу бити потпуно без падавина. Насупрот њима, у кишним годинама количина падавина је висока како по месецима тако и годишње.

### Рељеф
Простор инђијске општине рељефно се састоји из две основне геоморфолошке целине: источних огранака Фрушке горе и фрушкогорске лесне заравни. Највећи простор обухвата фрушкогорска лесна зараван. Мезооблике рељефа представљају речне долине, пре свега долина „Патка“, баре односно Будовара, долина Љуковског потока и гранична долина према општини Ириг, долина Шеловренца. Северном границом општине тече Дунав са својим широким коритом и гради облике везане за речну ерозију и акумулацију. У оквиру фрушкогорског побрђа могу се издвојити две целине: Калакача и Кошевац.
Основна геолошко-стратиграфска формација на посматраном подручју јесте дилувијални лес чије наслаге покривају цели простор. То је компактна геолошка маса која је под утицајем климе и вегетације на површини изменила своје особине и постала површина са особинама чернозема који је погодан за пољопривредну делатност.

### Хидрографија
У хидрографском погледу Крчедин је веома богат водом. Северно од Крчедина налази се долинска раван Дунава. На тој равни Дунав прави велики број окука, рукаваца и меандара као и ада. Једно од највећих дунавских острва, Крчединска ада, настало је померањем тока Дунава на југ када је пресекао сопствени меандар и формирао острво. Са јужне стране аде је главни ток Дунава а са севера је стари ток који се назива Дунавац. Површина Крчединске аде је 8,8 km².
Површинска хидрографија у Крчедину је изражена у постојању мањих потока. Поток који тече са јужне стране Фрушке горе зове се Патка. Поток чије се извориште налази у селу састаје се са Патком у делу крчединског атара који се зове Буџак. Обале потока су обрасле трском и шикаром па су врло привлачне за барску фауну.

### Педологија
На територији општине Инђије простире се сремска лесна тераса која је веома погодна за настајање најбољег земљишта, чернозем. Чернозем покрива највећи део територије Инђије. Активни слој земљишта је дубок око 1-1,5 m.

### Биљни и животињски свет
Лесна зараван је некада била обрасла травом и служила као пашњак. Досељавањем су пашњаци разоравани и претварани у оранице. Пошто је на лесу издан доста дубока, на њему се налазе биљке које пуштају корен доста дубоко у земљу. Виши предели лесне заравни су под кукурузом, пшеницом, индустријским (сунцокрет и шећерна репа) и сточним биљкама. Неки предели лесне заравни су ливаде и пашњаци, где расту: бела детелина, мајчина душица, штирак, а од животињских врста распрострањени су: пољски мишеви, пацови, препелице, вране, јаребице, врапци, итд. Од домаћих животиња гаје се: говеда, коњи, овце, стока, козе и живина.
Биљни и животињски свет долинске равни се разликује од лесних. То су углавном влажни предели и зато ту немају дубоко корење. Представници ових биљака су локвањ, љутић, и др. Од птица има рода, дивљих патака, чешљи и гњураца. На обали Дунава има рачића, водених алги, глиста и др.

## Друштвено-географске карактеристике

### Настанак и историјат насеља
На плодним обалама крчединског дела Дунава људска насеља су постојала још од праисторије. То доказују предмети пронађени приликом обраде њива и градње. Најчешће су то делови керамичких и камених предмета и животињске кости. Односе се на доба неолита.
У келтско доба је на месту Крчедина постојало насеље које је личило на утврђење. Прво насеље је било смештено северозападно од данашњег Крчедина у пределу Калакаче. У време турске владавине село је постојало на месту где је и данас. Крчедин је био под турском влашћу око 100 година и за то време је имао посебан статус, јер се налазио на путу између Београда и Будима и тај статус је прописивао султан својим ферманима. После је село било под влашћу Хабзбуршке монархије до краја Првог светског рата. Пошто се налазило у Војној граници, сви становници су били војници – граничари. Из тог доба постоји Граничарска зграда – данашња библиотека.

### Морфологија насеља
Крчедин је данас типично равничарско село панонског типа. Основа му је четвртаста и улице се секу под правим углом. У селу постоји 17 улица. Укупна дужина им је 20,5 km. Главне улице које се састају у центру су Цара Душана (према Бешки), Дунавска (према Дунаву), Уче Зековића (према Сл. Виноградима) и Наде Јаношевић. У центру села се налазе најважније установе: ОШ „22. јул“, православна црква Светог Николе, зграда тзв. „општине“, где се налазе просторије Месне заједнице, Месне канцеларије и поште, као и већ поменута зграда месне библиотеке.
У Крчедину постоји три типа кућа: панонски тип, модеран тип приземних и модеран тип једноспратних и двоспратних кућа.
Куће панонског типа грађене су од набоја и ћерпича. Прављене су уздуж, са једном собом напред иза које се налази кухиња и тзв. стражња соба иза које се надовезују просторије за оставу, шупе и стаје за стоку. Свака таква кућа има два дворишта, предње у ком се обично налази башта са цвећем и задње у ком су смештене стаје, обори и пољопривредна механизација.

### Демографија
Као насељено место Крчедин је постојао још у XVII веку а у XVIII веку (1702. године) је забележено да је имао четрдесет и једно домаћинство а становништво су углавном чинили Срби, пореклом из Србије, Босне и Лике. Део становништва је досељен у првој и другој сеоби под Чарнојевићем и Шакабендом и то из јужне Србије и са Косова.
У насељу 2002. године живи 2.297 пунолетних становника, а просечна старост становништва износи 41,1 година (39,5 код мушкараца и 42,7 код жена). У насељу има 987 домаћинстава, а просечан број чланова по домаћинству је 2,92. Насеље је углавном насељено Србима.
|  |

| Демографија | Демографија | Демографија |
| Година      | Становника  | Становника  |
| ----------- | ----------- | ----------- |
| 1948.       | 2.810       |             |
| 1953.       | 2.799       |             |
| 1961.       | 3.167       |             |
| 1971.       | 3.134       |             |
| 1981.       | 2.877       |             |
| 1991.       | 2.852       | 2.794       |
| 2002.       | 2.878       | 2.941       |
| 2011.       | 2.429       |             |

| Етнички састав према попису из 2002.‍ | Етнички састав према попису из 2002.‍ | Етнички састав према попису из 2002.‍ | Етнички састав према попису из 2002.‍ | Етнички састав према попису из 2002.‍ |
| ------------------------------------ | ------------------------------------ | ------------------------------------ | ------------------------------------ | ------------------------------------ |
|                                      |                                      |                                      |                                      |                                      |
| Срби                                 | Срби                                 |                                      | 2.587                                | 89,88%                               |
| Словаци                              | Словаци                              |                                      | 76                                   | 2,64%                                |
| Роми                                 | Роми                                 |                                      | 50                                   | 1,73%                                |
| Југословени                          | Југословени                          |                                      | 27                                   | 0,93%                                |
| Хрвати                               | Хрвати                               |                                      | 26                                   | 0,90%                                |
| Црногорци                            | Црногорци                            |                                      | 12                                   | 0,41%                                |
| Мађари                               | Мађари                               |                                      | 7                                    | 0,24%                                |
| Немци                                | Немци                                |                                      | 4                                    | 0,13%                                |
| Украјинци                            | Украјинци                            |                                      | 3                                    | 0,10%                                |
| Словенци                             | Словенци                             |                                      | 1                                    | 0,03%                                |
| Руси                                 | Руси                                 |                                      | 1                                    | 0,03%                                |
| Румуни                               | Румуни                               |                                      | 1                                    | 0,03%                                |
| Муслимани                            | Муслимани                            |                                      | 1                                    | 0,03%                                |
| непознато                            | непознато                            |                                      | 31                                   | 1,07%                                |

| Година пописа     | 1948. | 1953. | 1961. | 1971. | 1981. | 1991. | 2002. |
| ----------------- | ----- | ----- | ----- | ----- | ----- | ----- | ----- |
| Број домаћинстава | 706   | 748   | 844   | 897   | 898   | 957   | 987   |

| Број чланова      | 1   | 2   | 3   | 4   | 5   | 6  | 7 | 8 | 9 | 10 и више | Просек |
| ----------------- | --- | --- | --- | --- | --- | -- | - | - | - | --------- | ------ |
| Број домаћинстава | 203 | 271 | 164 | 177 | 118 | 42 | 8 | 1 | 3 | 0         | 2,92   |

| Пол    | Укупно | Неожењен/Неудата | Ожењен/Удата | Удовац/Удовица | Разведен/Разведена | Непознато |
| ------ | ------ | ---------------- | ------------ | -------------- | ------------------ | --------- |
| Мушки  | 1.169  | 359              | 708          | 64             | 29                 | 9         |
| Женски | 1.244  | 199              | 697          | 285            | 50                 | 13        |
| УКУПНО | 2.413  | 558              | 1.405        | 349            | 79                 | 22        |

| Пол    | Укупно                    | Пољопривреда, лов и шумарство | Рибарство                            | Вађење руде и камена | Прерађивачка индустрија       |
| ------ | ------------------------- | ----------------------------- | ------------------------------------ | -------------------- | ----------------------------- |
| Мушки  | 553                       | 209                           | 2                                    | 2                    | 118                           |
| Женски | 295                       | 117                           | 1                                    | 0                    | 41                            |
| УКУПНО | 848                       | 326                           | 3                                    | 2                    | 159                           |
| Пол    | Производња и снабдевање   | Грађевинарство                | Трговина                             | Хотели и ресторани   | Саобраћај, складиштење и везе |
| Мушки  | 6                         | 43                            | 31                                   | 12                   | 32                            |
| Женски | 0                         | 3                             | 40                                   | 7                    | 8                             |
| УКУПНО | 6                         | 46                            | 71                                   | 19                   | 40                            |
| Пол    | Финансијско посредовање   | Некретнине                    | Државна управа и одбрана             | Образовање           | Здравствени и социјални рад   |
| Мушки  | 0                         | 7                             | 21                                   | 6                    | 5                             |
| Женски | 1                         | 3                             | 4                                    | 18                   | 21                            |
| УКУПНО | 1                         | 10                            | 25                                   | 24                   | 26                            |
| Пол    | Остале услужне активности | Приватна домаћинства          | Екстериторијалне организације и тела | Непознато            | Непознато                     |
| Мушки  | 8                         | 0                             | 0                                    | 51                   | 51                            |
| Женски | 8                         | 1                             | 0                                    | 22                   | 22                            |
| УКУПНО | 16                        | 1                             | 0                                    | 73                   | 73                            |

## Привреда
- Ратарство – пошто су природни услови за развој ратарских култура веома повољни, пољопривредно становништво се претежно бави гајењем кукуруза, пшенице, сунцокрета, шећерне репе, као и сточног биља – детелине и грахорице.
- Воћарство – највише се гаје јабуке, крушке, шљиве, брескве, кајсије, вишње, трешње.
- Виноградарство – виногради се налазе на падинама Фрушке горе. Климатске прилике су погодне као и земљиште. У виноградима се гаји по неколико врста грожђа, почев од стоног па до грожђа од кога се прави искључиво вино.
- Повртарство – постоје веома повољни услови за гајење поврћа у долинама потока па се скоро свако домаћинство бави повртарством. Највише се гаје: кромпир, купус, парадајз, грашак, лук, итд.
- Лов и риболов — лов је све више облик разоноде и повод за развој туризма док риболовна делатност омогућава натурални приход домаћинствима, као и допунску привредну грану којом се баве крчедински аласи.